# Licence to Kill (Gladys Knight)
Licence to Kill is een nummer van de Amerikaanse zangeres Gladys Knight uit 1989. Het nummer is geschreven en opgenomen voor de soundtrack voor de gelijknamige film.
Het nummer werd een hit in West- en Noord-Europa. In het Verenigd Koninkrijk bereikte het de 6e positie. In de Nederlandse Top 40 haalde het de 2e positie, en in de Vlaamse Radio 2 Top 30 kwam het een plekje lager.